# المواطنة الفخرية للولايات المتحدة الأمريكية
يجوز إعلان أي شخص ذي جدارة استثنائية، وهو مواطن غير أمريكي، كمواطن فخري للولايات المتحدة بموجب قانون صادر عن الكونغرس أو بموجب إعلان صادر عن رئيس الولايات المتحدة، وفقًا لتفويض يمنحه الكونغرس.

## قائمة المواطنون الفخريون
| #       | الاسم                                       | الصورة | تاريخ التكريم                   | معلومات |
| ------- | ------------------------------------------- | ------ | ------------------------------- | --- |
| 1       | السير ونستون تشرشل                          |        | 1963                            | رئيس وزراء المملكة المتحدة، ولا سيما خلال الحرب العالمية الثانية. |
| 2       | راؤول فالنبرغ                               |        | 1981 (منحت بعد وفاته)           | دبلوماسي سويدي أنقذ اليهود في المجر من الهولوكوست. |
| 3 and 4 | وليام بن                                    |        | 28 نوفمبر 1984 (منحت بعد وفاته) | مؤسس ولاية بنسيلفانيا. |
| 3 and 4 | هانا كالويل بن                              |        | 28 نوفمبر 1984 (منحت بعد وفاته) | مديرة ولاية بنسلفانيا، الزوجة الثانية لوليام بن. |
| 5       | الأم تريزا                                  |        | 1996                            | راهبة كاثوليكية من أصل ألباني وجنسية هندية، أسست المبشرون الخيرية في كلكتا. |
| 6       | جيلبرت دو موتير، ماركيز دي لافاييت          |        | 2002 (منحت بعد وفاته)           | فرنسي كان ضابطا في حرب الاستقلال الأمريكية. |
| 7       | كازيمير بولاسكي                             |        | 2009 (منحت بعد وفاته)           | ضابط عسكري بولندي أنقذ حياة جورج واشنطن، وقاتل ومات من أجل الولايات المتحدة ضد البريطانيين خلال حرب الاستقلال الأمريكية؛ سياسي بارز وعضو في شلختا الكومنولث البولندي الليتواني، العميد الأمريكي الذي يُدعى «أبو الفرسان الأمريكي» وتوفي أثناء حصار سافانا. يتم تذكره كبطل قومي في كل من بولندا والولايات المتحدة. |
| 8       | برناردو دي غالفيز، الفيكونت الأول لغالفستون |        | 2014 (منحت بعد وفاته)           | ضابط إسباني وحاكم استعماري كان أحد أبطال حرب الاستقلال الأمريكية، خاطر بحياته من أجل حرية مواطني الولايات المتحدة؛ قدم الإمدادات والمعلومات الاستخبارية والدعم العسكري القوي للمجهود الحربي؛ أصيب خلال حصار بينساكولا، مما يدل على الشجاعة التي جعلته محبوبًا إلى الأبد لدى جنود الولايات المتحدة.                |

- بالنسبة إلى لافاييت الأم تريزا، تم إعلان التكريم مباشرة بموجب قانون صادر عن الكونغرس. في الحالات الأخرى، تم تمرير قانون للكونغرس يأذن للرئيس بمنح الجنسية الفخرية بالإعلان.